# 610 Valeska
610 Valeska eller 1906 VK är en asteroid i huvudbältet, som upptäcktes 26 september 1906 av den tyske astronomen Max Wolf i Heidelberg.
Asteroiden har en diameter på ungefär 19 kilometer.